# 계왕
계왕(契王, ? ~ 346년, 재위 : 344년 10월~346년 9월)은 백제의 제12대 국왕이다. 성은 부여(扶餘) 이름 계(契), 분서왕의 장남이다. 분서왕의 죽었을 때 나이가 어렸으므로 사반왕의 동생인 비류왕이 왕위에 올랐으며, 비류왕이 사망한 후에 왕위에 올랐다. 왕위에 오른지 2년만에 사망하였으며 비류왕의 아들 근초고왕이 즉위하였다. 이 왕 이후로 고이왕통이 끊겼다. 즉위 기사와 사망 기사 밖에 없으므로 재위 기간 내내 권력이 불안정했던 것으로 보인다.

## 가계
- 부왕 : 분서(汾西)

## 계왕이 등장하는 작품
- 《근초고왕》(KBS, 2010년~2011년, 배우:한진희)
- 《기억전달자》(2016년, 배우: 정선일)

## 참고 문헌
- 삼국사기

## 같이 보기
- 흘해 이사금 (310년 - 356년)
- 고국원왕 (331년 - 371년)
- 거질미왕 (291년~346년)
- 닌토쿠 천황 (310년~399년)